# Gora Krajnjaja
Gora Krajnjaja är ett berg i Antarktis. Det ligger i Östantarktis. Australien gör anspråk på området. Toppen på Gora Krajnjaja är 350 meter över havet.
Terrängen runt Gora Krajnjaja är platt åt sydost, men åt nordväst är den kuperad. Trakten är obefolkad. Det finns inga samhällen i närheten.